# Чорна Церковна
Чорна Церковна (Чарна-Церкевна, пол. Czarna Cerkiewna) — село в Польщі, у гміні Городиськ Сім'ятицького повіту Підляського воєводства. Населення — 111 осіб (2011).

## Історія
Вперше згадується у 1434 році. У 1975—1998 роках село належало до Білостоцького воєводства.

## Демографія
Демографічна структура станом на 31 березня 2011 року:
|          | Загалом | Допрацездатний вік | Працездатний вік | Постпрацездатний вік |
| -------- | ------- | ------------------ | ---------------- | -------------------- |
| Чоловіки | 49      | 6                  | 35               | 8                    |
| Жінки    | 62      | 14                 | 25               | 23                   |
| Разом    | 111     | 20                 | 60               | 31                   |

Наприкінці XIX століття у селі було 25 будинків та 135 мешканців.

## Релігія
У селі міститься парафіяльна церква Покрови Богородиці.

## Галерея

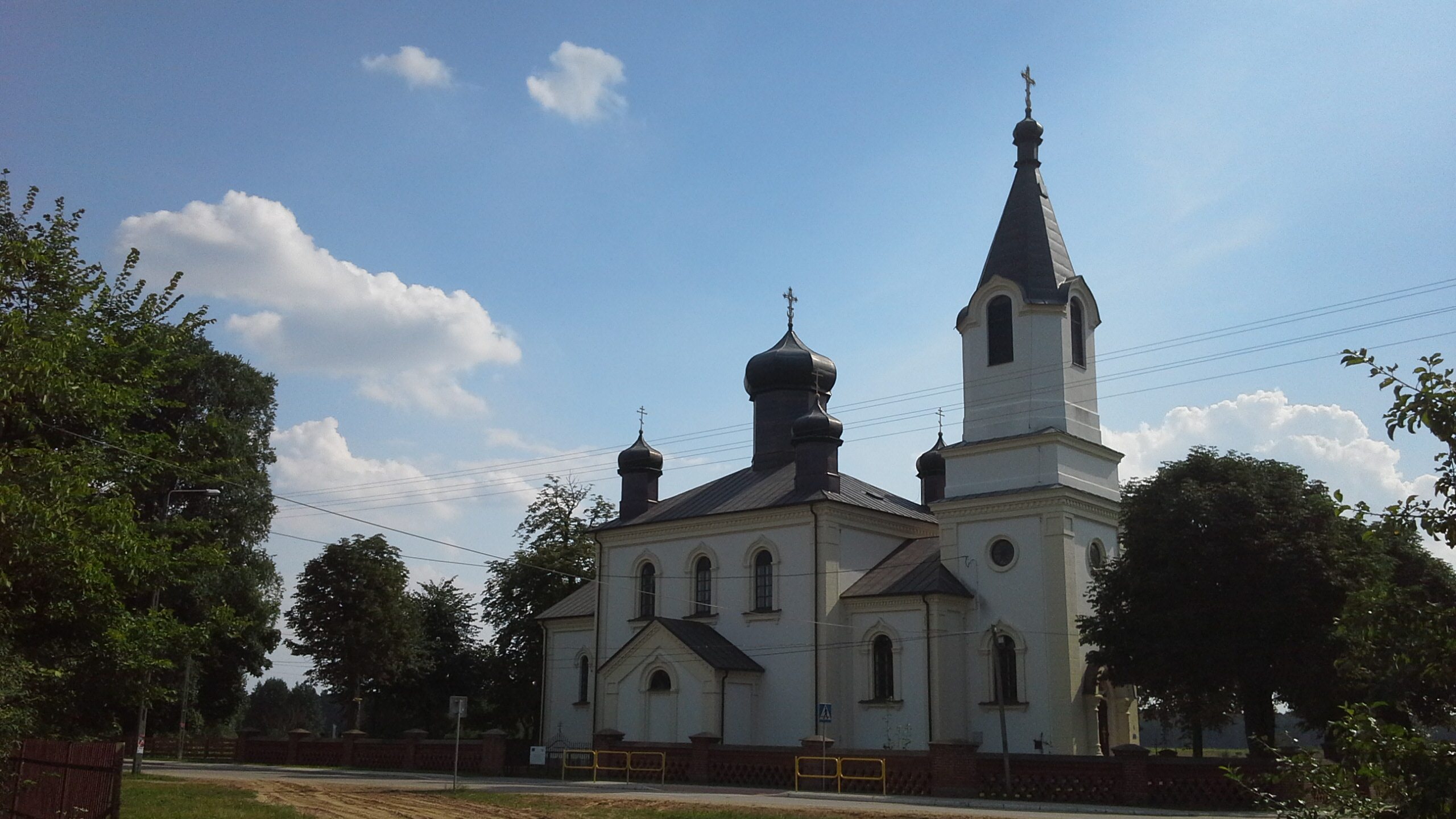
Православна церква Покрови Богородиці
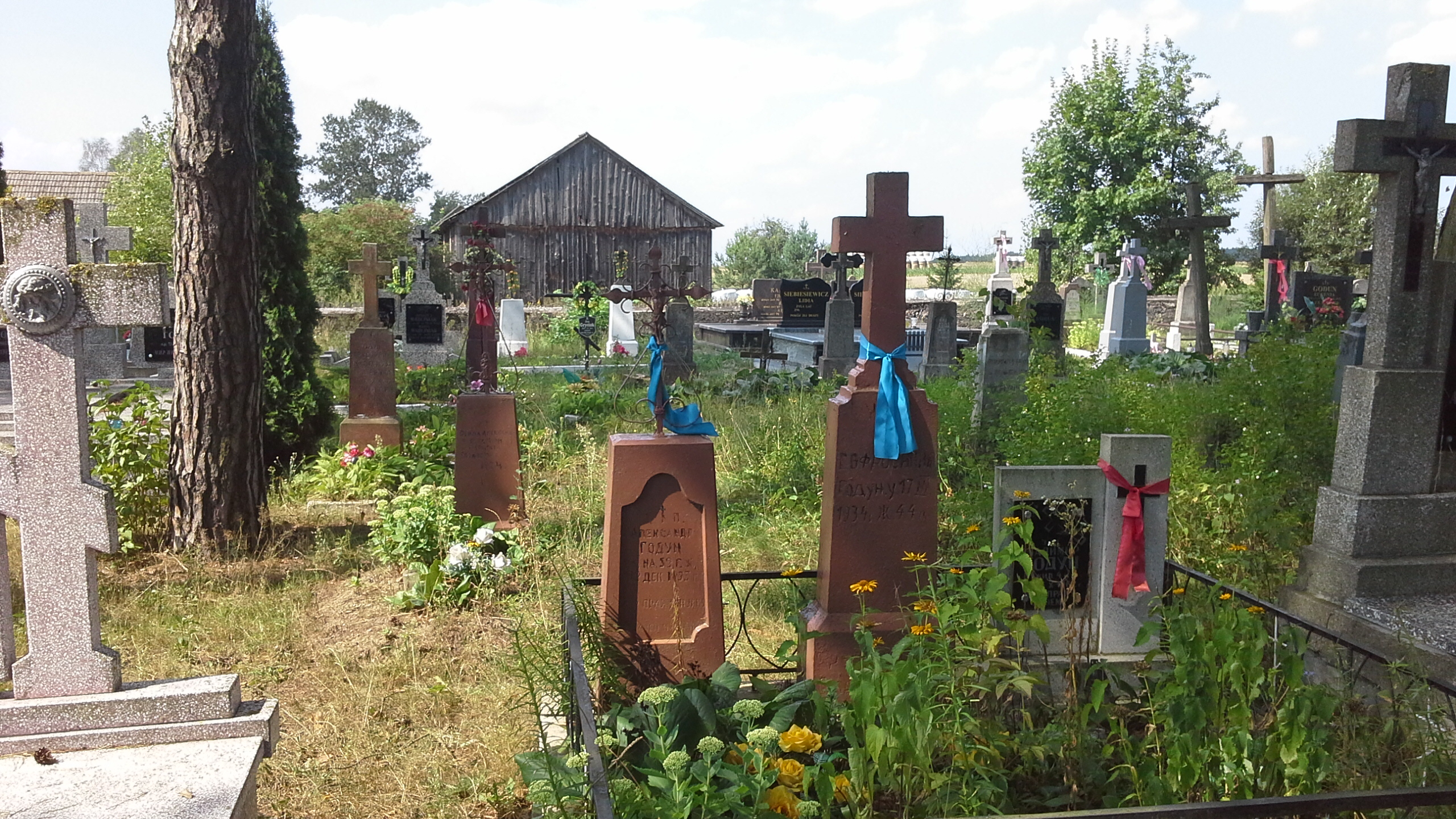
Православний цвинтар